# Рено FT17
Рено FT17 (Automitrailleuse à chenilles Renault FT modèle 1917) е френски лек танк, създаден през Първата световна война, разработен през 1916 г. под ръководството на Луи Рено. Известен е преди всичко като първия серийно произвеждан танк, първия танк с въртящ се на 360° купол, първия танк с класическа компоновка – предна част с отделение за управление, средна, която е бойно отделение и задна – машинно-трансмисионно отделение. Извоюва си име на сравнително прост танк и лесен за производство. Общо са произведени 7820 бройки от всички модификации.

## Описание
Екипажът се състои от двама души – командир на танка, който е и стрелец, и механик-водач.
Първите версии на танка са оборудвани с осмоъгълна купола от нитовани метални листове, по-късните версии са с кръгла лята купола. На танка се монтират или 37 mm оръдие (тези версии са наричани самци), или 8 mm картечница (версии „самки“). Допълнително са разработени и командирски вариант без въоръжение и с радиостанция и самоходна гаубица със 75 mm оръдие.
Ходовата част се състои от 9 опорни, 6 поддържащи ролки, направляващо колело с винтов механизъм за натягане на гъсеницата и задно задвижващо колело. В задната част на танка е монтирана „опашка“, която позволява да се преодоляват ровове с ширина до 1,8 m и ескарпи с височина до 0,6 m.

## Варианти
- Char canon (mâle – самец) – въоръжен с 37 mm късоцевно оръдие Puteaux SA18 – около 3/5 от танковете са от този вариант.
- Char mitrailleuse (femelle – самка) – въоръжен само с 8 mm картечница Hotchkiss M1914 – около 2/5 от танковете са от този вариант.
- Char signal или TSF командирски танк с радиостанция. Екипажът е от трима души, няма въоръжение, от 300 поръчани са построени 188 бройки.
- FT 75 BS – самоходно оръдие със 75 mm гаубица Blockhaus Schneider в открита необръщаща се купола – произведени са 39 бройки.
- FT modifié 31 – модернизирана версия от 1931 г. със 7,5 mm картечница Châtellerault MAC31.
- FT-Ko – модернизирани танкове за манджурската армия. Въоръжени с 37 mm оръдие Puteaux SA18 или картечници – произведени са 19 бройки.
- M1917 – американска версия на танка. Произведени са 950 бройки, 374 от които с оръдие и 50 командирски. По време на Втората световна война Канада взема 236 танка за учебни цели.
- Русский „Рено“ или Танк КС (Красное Сормово) – версия на танка, произвеждана в Съветска Русия. Произведени са 15 бройки.
- Renault FT CWS Zelazny – полска версия на танка. Произвеждан е за учебно-тренировъчни цели. Произведени са 27 бройки.
- Renault M26/27 – модификация от 1926 г. Променено е окачването и се използват гумено-металически вериги Kégresse. Доставяна на Югославия и Полша.
- FIAT 3000 – италианска версия на танка. Произведени са 150 бройки.
- T-18 - руска версия, произвеждана от 1927 г. като МС-1 (Малый сопровождения-1), по-късно получава означение Т-18. Произведени са 950 бройки.

## Бойно използване
Танковете навлизат в армията през март 1918 г. До примирието на 11 ноември 1918 г. са построени 3177 танка. Това превръща FT17 в най-масовия танк по време на Първата световна война. Първото бойно кръщение на танка е на 3 юли 1918 г. срещу настъпващата 28 дивизия на германците.
Освен в Първата световна война FT-17 участва в: Гражданската война в Русия, Полско-съветската война, Турската война за независимост, Китайската гражданска война, Испанската гражданска война, Втората световна война, Френско-тайландската война.